# Микли (Карелия)
Ми́кли (фин. Mikli) — посёлок в составе Мийнальского сельского поселения Лахденпохского района Республики Карелия.

## Общие сведения
Расположен в устье реки Мийналанйоки. Через посёлок проходит дорога местного значения 86К-103 («Подъезд к п. Микли») в 7 км от посёлка Мийнала и трассы А121 («Сортавала») и в 12 км от города Лахденпохья.

Рядом с посёлком находятся две ламбины: Киркколампи (фин. Kirkkolampi) и Пёртсянлампи (фин. Pörtsänlampi).

## Ссылки

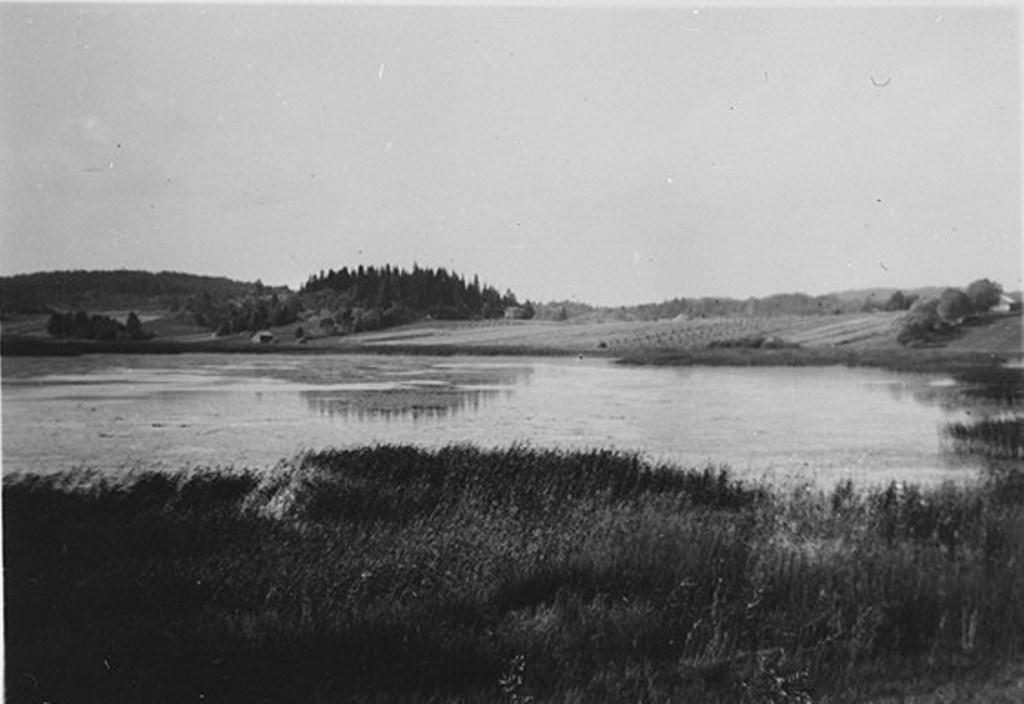
Микли, 1930-39 гг.

## Население
| 2002 | 2009 | 2010 | 2013 |
| ---- | ---- | ---- | ---- |
| 16   | ↘11  | ↘8   | ↗10  |